# Initiative populaire « pour une saine assurance-maladie »
L'initiative populaire « pour une saine assurance-maladie » est une initiative populaire fédérale suisse, rejetée par le peuple et les cantons le 4 décembre 1994.

## Contenu
L'initiative propose de modifier l'article 34bis de la Constitution fédérale pour transformer le système d'assurance-maladie afin d'en renforcer la solidarité, en fixant les cotisations en fonction de la capacité financière des assurés et en augmentant la part de subventions de la Confédération.
Le texte complet de l'initiative peut être consulté sur le site de la Chancellerie fédérale.

## Déroulement

### Contexte historique
En Suisse, l'assurance-maladie et accidents est la plus ancienne assurance sociale au niveau fédéral ; en effet, l'article constitutionnel 34bis qui définit cette assurance existe depuis 1890. La loi d'application de cette mesure, quant à elle, date du 13 juin 1911 et, après un premier refus populaire le 20 mai 1900, a été approuvée en votation le 4 février 1912 ; elle n'a pas, jusqu'à cette proposition, subit de changements importants : elle définit une assurance-maladie individuelle, facultative et subventionnée et une assurance contre les accidents professionnels obligatoire pour les travailleurs, dont les frais sont partagés entre les employeurs et les salariés.
Bien qu'elle ne soit pas obligatoire, l'assurance maladie voit son succès aller en grandissant au fil des années : de 14 % de la population en 1915, le taux de personnes assurées passe à 48 % en 1945 et à 89 % en 1970. Sur le plan des prestations, ce sont les frais médico-pharmaceutiques qui augmentent fortement, faisant plus que doubler entre 1960 et 1970 par exemple.
À partir de 1970, les demandes de révisions de la loi sur l'assurance-maladie et l'assurance accidents se multiplient au Parlement : passage à une assurance obligatoire, création d'une assurance-maternité et d'une assurance familiale, le financement spécial des frais hospitaliers, révision du financement et des prestations sont autant de sujets qui sont demandés par les députés. Afin de faire le point sur ce sujet, le Conseil fédéral nomme, en février 1969, une commission de 50 membres ; celle-ci rend son rapport le 18 avril 1972 dans lequel elle préconise la création d'une assurance hospitalisation obligatoire, détachée de l'assurance maladie et financée par un relèvement des cotisations sociales ; cette proposition sera ultérieurement connue sous le nom de « modèle de Flims ». Sa publication provoque un vif débat duquel surgissent trois autres propositions (appelées « Modèle 1972 », « Modèle de Soleure » et « Modèle Grütli »).
Sur cet entre-faits, une initiative populaire « pour une meilleure assurance-maladie » est déposées par le Parti socialiste suisse en 1970 afin de rendre obligatoire l'assurance-maladie, l'assurance-maternité et l'assurance-accidents pour les travailleurs. Ni cette proposition, ni le contre-projet direct proposé par le gouvernement ne seront approuvés lors de la votation du 8 décembre 1974.
Immédiatement après ce double refus populaire, plusieurs parlementaires demandent une révision de la loi sur l'assurance-maladie ; sur cette base, le Conseil fédéral va former une nouvelle commission chargée de préparer une révision partielle de cette loi. Cette dernière rendra son rapport le 5 juillet 1977, rapport utilisé par le Conseil fédéral pour établir une proposition de loi qu'il présente le 19 août 1981 et qui, selon ses auteurs « se limite aux modifications considérées comme particulièrement urgentes » en élargissant le cercle des bénéficiaires, en étendant partiellement les prestations et en rendant obligatoire l'assurance perte de gain. Un nouveau refus populaire de révision partielle de l'assurance-maladie couronnera ces travaux le 6 décembre 1987.
Pendant la période de discussion sur la votation de la révision de 1987, le concordat des caisses-maladie suisses lance une nouvelle initiative populaire non pas pour modifier l'organisation ou la couverture accordée par l'assurance-maladie, mais pour en maîtriser les coûts ; cette initiative est à son tour refusée en votation le 16 février 1992.

### Récolte des signatures et dépôt de l'initiative
La récolte des 100 000 signatures nécessaires a débuté le 18 septembre 1984. Le 17 mars 1986, l'initiative a été déposée à la chancellerie fédérale qui l'a déclarée valide le 12 mai.

### Discussions et recommandations des autorités
Le parlement et par le Conseil fédéral ont recommandé le rejet de cette initiative. Dans son messages aux Chambres fédérales, le gouvernement relève que la plupart des propositions faites par l'initiative pourraient être réalisées au niveau législatif. Il s'oppose toutefois aux modifications fondamentales qu'impliquerait l'introduction de cotisations fixées en fonction du revenu, tout en reconnaissant la nécessité d'une révision complète de l'assurance-maladie.
En parallèle à cette initiative, le gouvernement présente donc, comme contre-projet indirect, une nouvelle loi sur l'assurance-maladie (LAMal), qui sera soumise au vote en même temps que l'initiative.

### Votation
Soumise à la votation le 4 décembre 1994, l'initiative est refusée par la totalité des 20 6/2 cantons et par 76,6 % des suffrages exprimés. Le tableau ci-dessous détaille les résultats par cantons :

## Effet
Lors de la votation du 4 décembre, alors que cette initiative est refusée, la Loi sur l'assurance-maladie est acceptée par près de 52 % des votants. Cette nouvelle loi vise en particulier trois objectifs, à savoir un objectif de couverture des besoins en soins en garantissant à tous l'accès à des soins médicaux de haute qualité, un objectif de solidarité en allégeant la charge financière liée au paiement des primes pour les personnes de condition économique modeste et enfin un objectif de maîtrise des coûts par la maîtrise de l'évolution des coûts.
Cette nouvelle loi sera à son tour attaquée par de nombreuses initiatives populaires dans les années suivantes, dont la plupart n'obtiendront cependant pas le nombre de signatures nécessaires ; c'est le cas pour l'initiative « pour des primes d'assurance-maladie proportionnelles au revenu et à la fortune » en 1998, l'initiative « pour un revenu assuré en cas de maladie » dite « initiative indemnité journalière » l'année suivante, l'initiative « pour une assurance de base minimale et des primes d'assurance-maladie abordables » en 2002, l'initiative « Pour une maîtrise des primes de l'assurance maladie » en 2003 et enfin l'initiative « pour la suppression de l'obligation de s'assurer contre la maladie » en 2004.
Plusieurs autres initiatives populaires seront également déposées dans les années 2000 dans le but de réduire les coûts de l'assurance-maladie selon différentes formules : en limitant les prestations aux frais liés à l'hospitalisation uniquement pour l'initiative populaire « pour des coûts hospitaliers moins élevés » rejetée le 26 novembre 2000, en diminuant les contrôles sur certains médicaments pour l'initiative populaire « pour des médicaments à moindre prix » rejetée le 4 mars 2001, en finançant l'assurance par un relèvement de la TVA et par une cotisation déterminée en fonction du revenu pour l'initiative populaire « La santé à un prix abordable » rejetée le 18 mai 2003 ou enfin en instaurant une caisse unique dont les primes seraient fixées en fonction de la capacité économique de l'assuré pour l'initiative populaire « Pour une caisse maladie unique et sociale » rejetée le 11 mars 2007.